# Rắn taipan nội địa
Rắn taipan nội địa (Oxyuranus microlepidotus) là loài bản địa Úc và được xem là loài rắn độc nhất trong tất cả các loài rắn trên cạn căn cứ vào liều gây chết trung bình (LD50). Nó là một loài rắn thuộc họ Elapidae. Tuy là rắn độc, nhưng nó rất nhát và hay lẩn lút, luôn luôn tìm cách chạy trốn nếu có sự cố. Đặc biệt chúng có thể thay đổi màu sắc theo mùa. Cụ thể, vào mùa hè nó có màu xanh nhạt và mùa đông sẽ chuyển thành màu nâu sẫm. Việc thay đổi màu sắc này của rắn Taipan là để thích nghi với khí hậu khắc nghiệt tại nơi mà nó sinh sống. Sở dĩ da của chúng có thể đổi màu là do rắn Taipan thay đổi mức độ hấp thụ ánh sáng Mặt trời. Cá thể trung bình dài khoảng 1,8 m, ngoại lệ có cá thể lớn hơn có thể dài đến 2,5 m. Nó ăn những loài gặm nhắm và chim chóc. Môi trường nó sinh sống là trung tâm Úc, từ đông nam Lãnh thổ Bắc Úc cho đến phía tây Queensland. Nó còn sống phía bắc hồ Eyre và cho đến phía tây của nhánh sông Murray, sông Darling và sông Murrumbidgee. Rắn Taipan thường ăn các loài động vật có vú nhỏ. Chuột là thức ăn ưa thích của chúng. Sự sinh sản của rắn Taipan bị phụ thuộc vào số lượng của quần thể chuột. Khi số lượng chuột nhiều thì rắn Taipan cũng sinh sản nhiều hơn. Mỗi lần sinh sản chúng thường đẻ từ 12 đến 20 quả trứng. Trứng sẽ nở sau 2 tháng.
Liều gây chết trung bình (LD50) cho chuột là 2 μg/kg (ppb) nếu là taipoxin tinh chất  và 30 μg/kg (ppb) nếu là nọc độc tự nhiên của nó.

## Hình ảnh

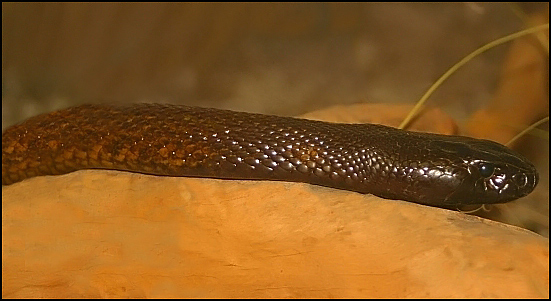
màu nâu trong mùa đông
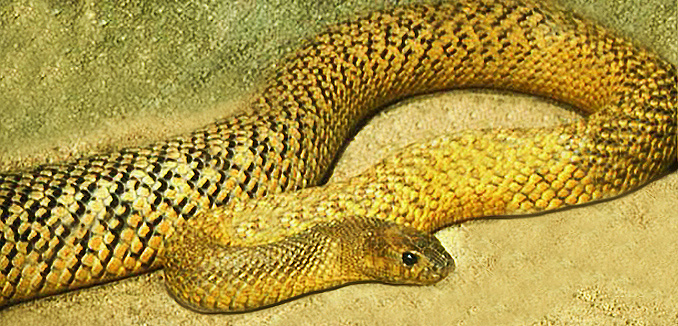
màu ô liu mùa hè
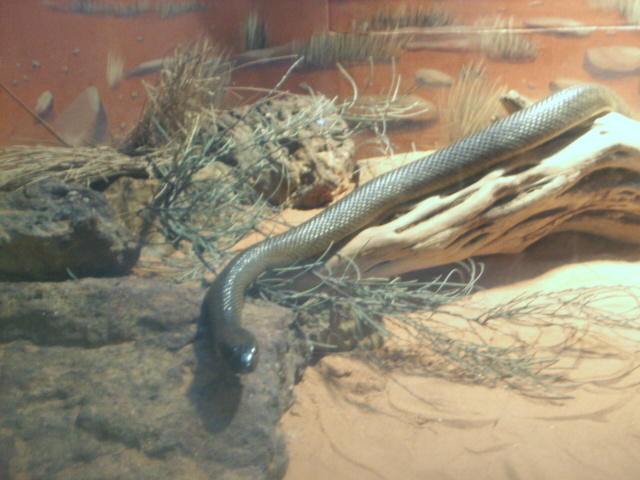
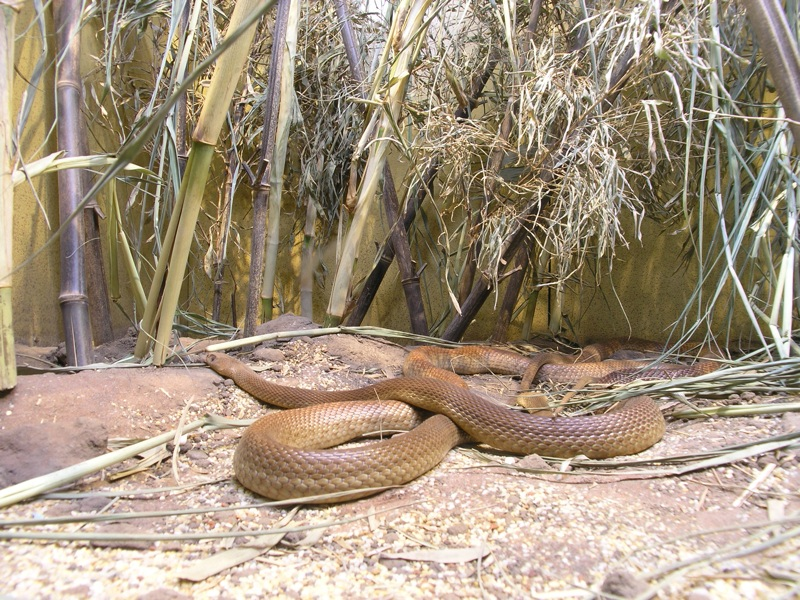
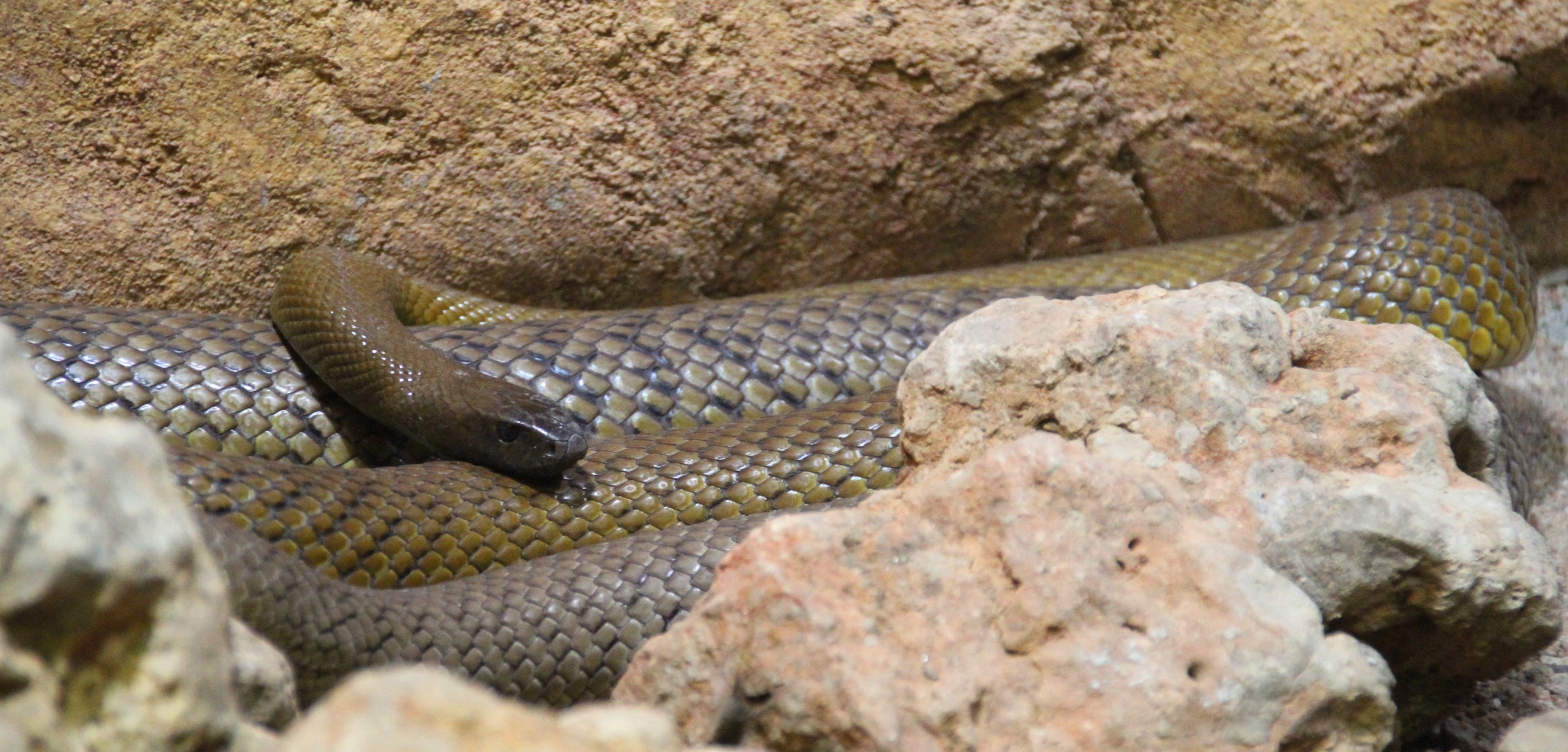
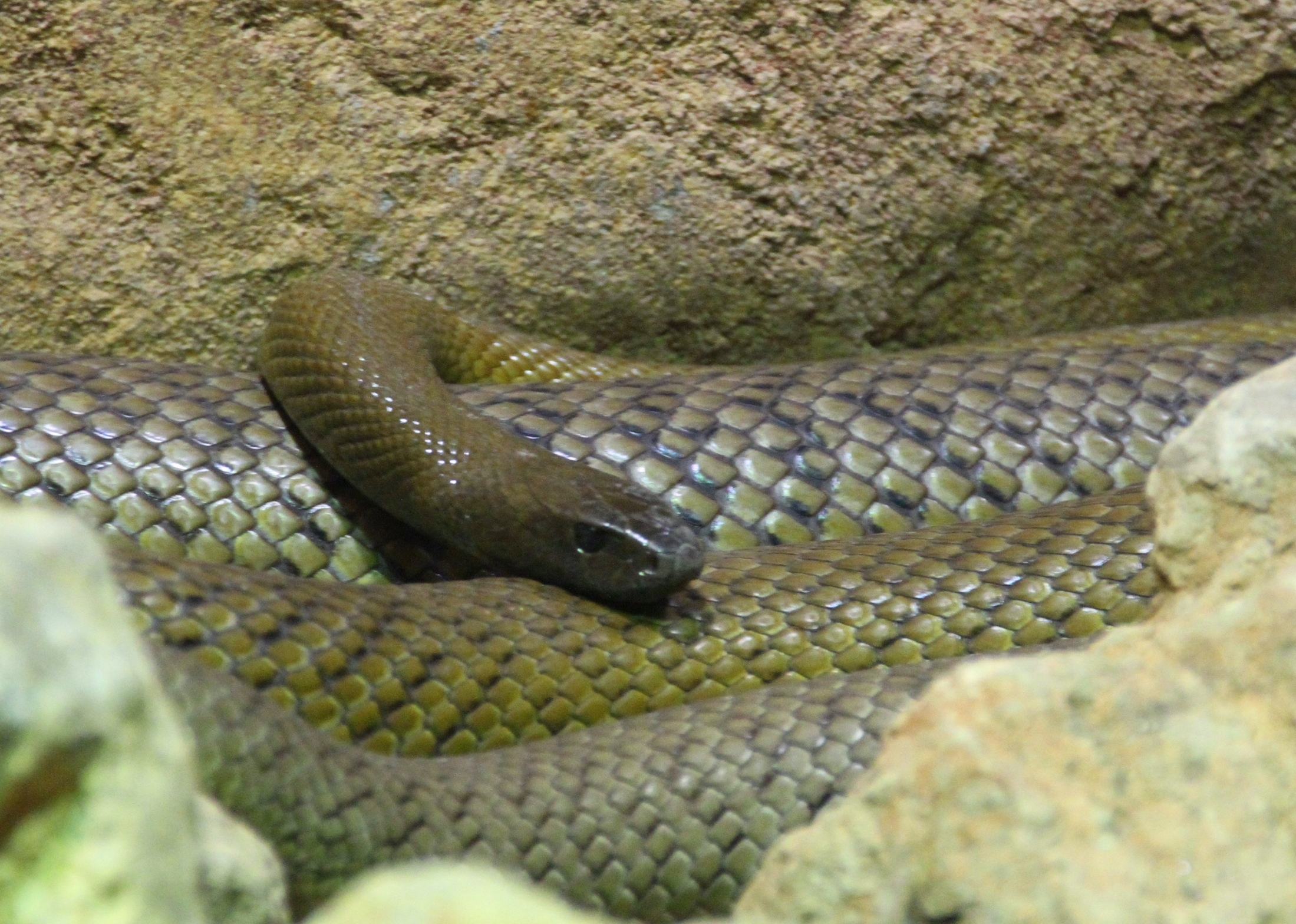